# Lazar Jovanović (Fußballspieler, 2006)
Lazar Jovanović (serbisch-kyrillisch Лазар Јовановић; * 30. November 2006 in Novi Sad) ist ein serbischer Fußballspieler. Er ist der Sohn des ehemaligen Nationalspielers Milan Jovanović.
Jovanović spielte in der Jugend für den FK Vojvodina. Er debütierte im Juli 2023 mit Vojvodina im Alter von 16 Jahren in der SuperLiga. Zur Saison 2024/25 wechselte Jovanović zu Roter Stern Belgrad. Im Februar 2025 wurde er bis zum Saisonende an OFK Belgrad verliehen. Im Juli 2025 wechselte er zum deutschen Bundesligisten VfB Stuttgart.